# ラランド＝ド＝ポムロール
ラランド＝ド＝ポムロール　（Lalande-de-Pomerol）は、フランス南西部、ヌーヴェル＝アキテーヌ地域圏ジロンド県のコミューン。

## 概要
ボルドー近郊、バルバンヌ川沿いのリブルヌの都市圏に含まれる。自然区分上のリブルネ地方に含まれる。
経済はワイン生産に基づいており、ラランド・ド・ポムロールAOCで有名である。
コミューン内には簡素で美しい12世紀の教会がある。この教会は、当時ラランド＝ド＝ポムロールが聖ヨハネ騎士団のコマンドリーに属していたことを証明している。

## 人口統計
| 1962年 | 1968年 | 1975年 | 1982年 | 1990年 | 1999年 | 2006年 |
| ------ | ------ | ------ | ------ | ------ | ------ | ------ |
| 519    | 631    | 704    | 723    | 715    | 614    | 674    |

参照元:INSEE